# アレクサンドル・ウリヤノフ
アレクサンドル・イリイチ・ウリヤノフ (ロシア語: Алекса́ндр Ильи́ч Улья́нов, ラテン文字転写: Aleksandr Il'ich Ul'yanov, 1866年4月13日 - 1887年5月20日）は、ロシアの動物学者、革命家。ロシア帝国末期の反皇帝運動に加わり、アレクサンドル2世を暗殺したソフィア・ペロフスカヤの秘密結社「人民の意志」の一員としてアレクサンドル3世暗殺計画に関与する。計画失敗後、助命嘆願を拒否して刑死した。
マルクス主義によるロシア革命を主導した革命家ウラジーミル・レーニン（ウラジーミル・イリイチ・ウリヤノフ）の実兄（レーニンにとっては長兄）にあたる。

## 生涯

### 生誕と家族の移住
1866年4月13日、カルムイク系ロシア人の物理学者イリヤ・ニコラエヴィチ・ウリヤノフと、ユダヤ系スウェーデン人の教育家マリヤ・アレクサンドロヴナ・ブランクの長男としてニジニ・ノヴゴロド市に生まれる。父が帝国政府からシンビルスク州（後にウリヤノフスク州と呼ばれる）の教育総監に任命され、兄弟姉妹で共に移住する。

### サンクトペテルブルク大学入学
1883年、シンビルスクでの教育を終えるとサンクトペテルブルク大学理学部に入学許可を受け、帝都に移り住んで動物学を専攻した。2人の弟ウラジーミルとドミトリーもそれぞれ法学者と医学者の道に進み、学者一家としての期待に応えていた。在学中も優秀な学生として過ごし、自然科学分野での学業成績で表彰されている。

### 「人民の意志」への参加
一方で自由主義者であった父の影響もあり、帝国内で高まりつつあった反王党派運動に共感を持ってナロードニキ派の秘密結社「人民の意志」に参加している。「人民の意志」は指導者ソフィア・ペロフスカヤによる皇帝アレクサンドル2世暗殺に成功したが、同時にペロフスカヤらも処刑されて組織は壊滅状態にあった。アレクサンドルはイデオローグ（理論家）として影響を持ち、従来の組織におけるスローガンであったナロードニキ主義に加えてマルクス主義を運動に取り込んでいった。すなわち労働者を国家の中心とし、これを知識人階層が指導することで君主制自体を打倒することを掲げ、何よりその手段としてのテロリズムを肯定した。

### 暗殺計画と処刑
組織を再建したアレクサンドルは「人民の意志」の残党によるテロを計画、アレクサンドル2世暗殺事件から6年目となる1887年3月1日にその息子である現皇帝アレクサンドル3世暗殺を決行する。しかし事前に計画を察知していた護衛部隊によって、実行部隊はネフスキー大通りでの式典を襲撃する直前で拘束され、アレクサンドルも「人民の意志」の残党を扇動した容疑で逮捕された。参加した者の中には恩赦を受けて死罪を免れた者もいたが、アレクサンドルは抗弁も嘆願もせず、死罪を宣告された。
1887年5月20日、アレクサンドルは組織の幹部であるパホーミー・アンドレーイシュキン、ヴァシーリー・ゲネラーロフ、ヴァシーリー・オシパーノフ、ピョートル・シェヴィリョーフらとシリッセルブルクで絞首刑に処された。21歳没。

## 死後
また組織の一員でポーランド系ロシア人であった人類学者ブロニスワフ・ピウスツキ（ポーランド独立を指導した政治家ユゼフ・ピウスツキの兄）は樺太に流刑とされ、この際の経験からアイヌ人についての記録をまとめている。
この事件は日本にも影響を与え、宮崎夢柳が「虚無党実伝記鬼啾啾」を書き、出版条例違反として軽禁固の判決を受ける騒動が起きている。
後に長弟レーニンが成立させたソビエト連邦ではレーニンの父で自由主義者あったイリヤ・ニコラエヴィチ・ウリヤノフと並んで顕彰され、1972年にソ連の天文学者タマラ・スミルノワが発見した小惑星にウリヤノフ (小惑星)の名を冠している。

## 二人の弟への影響とその議論
- 長弟ウラジーミル・イリイチ・ウリヤノフ（後に偽名としてウラジーミル・レーニンと名乗る）は長兄アレクサンドルの受難に対する見解をほとんど史料に残していない。のちレーニンはカザン大学でも勢いを得ていた学生運動に参加して1887年12月に暴動行為により警察に拘束され、大学から退学処分を受けた。後にモスクワ大学医学部へ進んだ三弟（末弟）ドミトリー・イリイチ・ウリヤノフも運動に加わり、1897年に最初の逮捕を受けている。そのため、ウリヤノフ兄弟は帝国政府から「テロリストの兄弟」として危険視され、常に秘密警察から監視される日々を送ることになった。
  - 長兄アレクサンドルの運動と死が、結果的に同じ革命家の道を歩んだ長弟レーニンと三弟（末弟）ドミトリーにどのような影響を与えたかについては、歴史家の間でも議論となっている。一説に、レーニンは長兄アレクサンドルの死に悲しみながらも「私なら別の方法を選んだ」と冷静に答えたとする逸話が残っている。しかしこれはいささか出来過ぎたエピソードであり、レフ・トロツキーは「逸話以上のものではないだろう」と述べている。
  - またそもそも長弟レーニンは長兄の死の際には17歳の少年であり、三弟（末弟）ドミトリーに至っては13歳であった[3]。彼らが兄の思想を理解できる年齢や状況であったかは疑わしい[4]。

## 人物
ツァーリへの助命嘆願をするように頼む母アレクサンドロヴナに対して「二人の男が決闘していると思って下さい。一人がピストルを撃ったが弾はそれた。彼はもう一人の男に対して「撃たないでくれ」なんて言えますか」と述べたという。

## 家族・親族
- 父：イリヤ・ニコラエヴィチ・ウリヤノフ（1831年 - 1886年）
- 母：マリヤ・アレクサンドロヴナ・ブランク（英語版）（1835年 - 1916年）
- 次弟：ウラジーミル・イリイチ・ウリヤノフ（1870年 - 1924年）
- 義妹：ナデジダ・クルプスカヤ（1869年 - 1939年）- ウラジーミルの妻。ウラジーミルとの間に子供は生まれなかった。故にウラジーミルとナデジダの直系子孫は存在しない。
- 次弟：ニコライ・イリイチ・ウリヤノフ（1873年 - 1873年）
- 三弟：ドミトリー・イリイチ・ウリヤノフ（1874年 - 1943年）
- 義妹：アントニア・イヴァノヴァ - 三弟ドミトリーの前妻。
- 義妹：アレクサンドラ・フョードロヴナ・ウリヤーノフ（カルポフ）（1883年 - 1956年） - 三弟ドミトリーの後妻。
- 長妹：アンナ・イリイチナ・ウリヤノヴァ（英語版）（1867年 - 1935年）
- 義兄：マルク（1863年 - 1919年） - 長妹アンナの夫。
- 義理の甥：ゲオルギー（1906年 - 1972年） - 長妹アンナとその夫マルクの義理の息子（養子）。
- 次妹：オリガ・イリイチナ・ウリヤノヴァ（1868年 - 1869年）
- 三妹：オリガ・イリイチナ・ウリヤノヴァ（1871年 - 1891年）
- 四妹：マリヤ・イリイチナ・ウリヤノヴァ（1878年 - 1937年）
- 姪：オリガ（オルガ)・D・ウリヤーノワ（1922年 - 2011年）- 三弟ドミトリーとその後妻アレクサンドラ・フョードロヴナ・ウリヤーノフ（カルポフ）との間の娘。
- 義理の甥：アレクセイ・マリツェフ - 姪オリガの夫。
- 甥：ビクター・D・ウリヤノフ（1917年 - 1984年）- 三弟ドミトリーが愛人Erdokia Mikhailorna Chervyakova（1893年 - 1977年）との間に儲けた非嫡子。
- 義理の姪：ヴィクトリア - 甥ビクターの妻でウラジーミルとメアリーの母。
- 大姪：ナデジダ - 姪のオリガがアレクセイ・マリツェフとの間に儲けた娘。
- 大甥：ウラジーミル・ウリヤノフ（1940年生） - 甥のビクターの息子。
- 大姪：メアリー（1943年生） - 甥のビクターの娘。
- 大姪の子：エレナ - ナデジダの娘。
- 大甥の子：ナデジダ - ウラジーミルの娘。
- 大姪の子：アレクサンドル - メアリーの息子。
- 大姪の孫：エフゲニー（1989年生）、フョードル・アレクサンドロヴィチ（2006年生） - アレクサンドルの息子2人でメアリーの孫達。